# Куманово (футбольний клуб)
ФК Куманово (мак. Фудбалски Клуб Куманово) — македонський футбольний клуб із міста Куманово. 
Заснований 1924 року.
Провів 3 сезони у Першій лізі (1999/2000, 2001/02, 2002/03).
Тепер виступає в Регіональній лізі Македонії.

## Досягнення
Перша ліга Македонії:
- Найвище місце 9-е (1): 2001/02